# Colle San Magno
Colle San Magno és un comune (municipi) de la província de Frosinone, a la regió italiana del Laci, situat a uns 110 km al sud-est de Roma i a uns 30 km al sud-est de Frosinone.
Colle San Magno limita amb els municipis de Casalattico, Piedimonte San Germano, Santopadre, Terelle, Castrocielo i Roccasecca.
A 1 de gener de 2019 tenia 664 habitants.